# Diario de Tortosa
El Diario de Tortosa va ser un diari català escrit en castellà publicat a Tortosa (Baix Ebre) entre l'1 de maig de 1882 i el 1923. Durant tota la seva existència va ser una publicació d'ideologia monàrquica i conservadora. L'any 1924, alguns redactors del diari van iniciar un altre projecte periodístic, l'Heraldo de Tortosa.